# Viols durant l'occupation de l'Allemagne
Les viols durant l’occupation de l'Allemagne sont des viols massifs qui ont eu lieu pendant l'occupation du territoire allemand par les troupes alliées entrées en Allemagne dans les derniers mois de la Seconde Guerre mondiale.
La plupart des chercheurs occidentaux conviennent que la majorité des viols a été commise par des militaires soviétiques. Cependant, les estimations du nombre de viols varient et sont contestées. Selon les chiffres le plus souvent cités, le nombre de femmes violées en Allemagne en 1945 par des soldats de l'Armée rouge est estimé à près de deux millions.

## Viols commis par l'armée soviétique

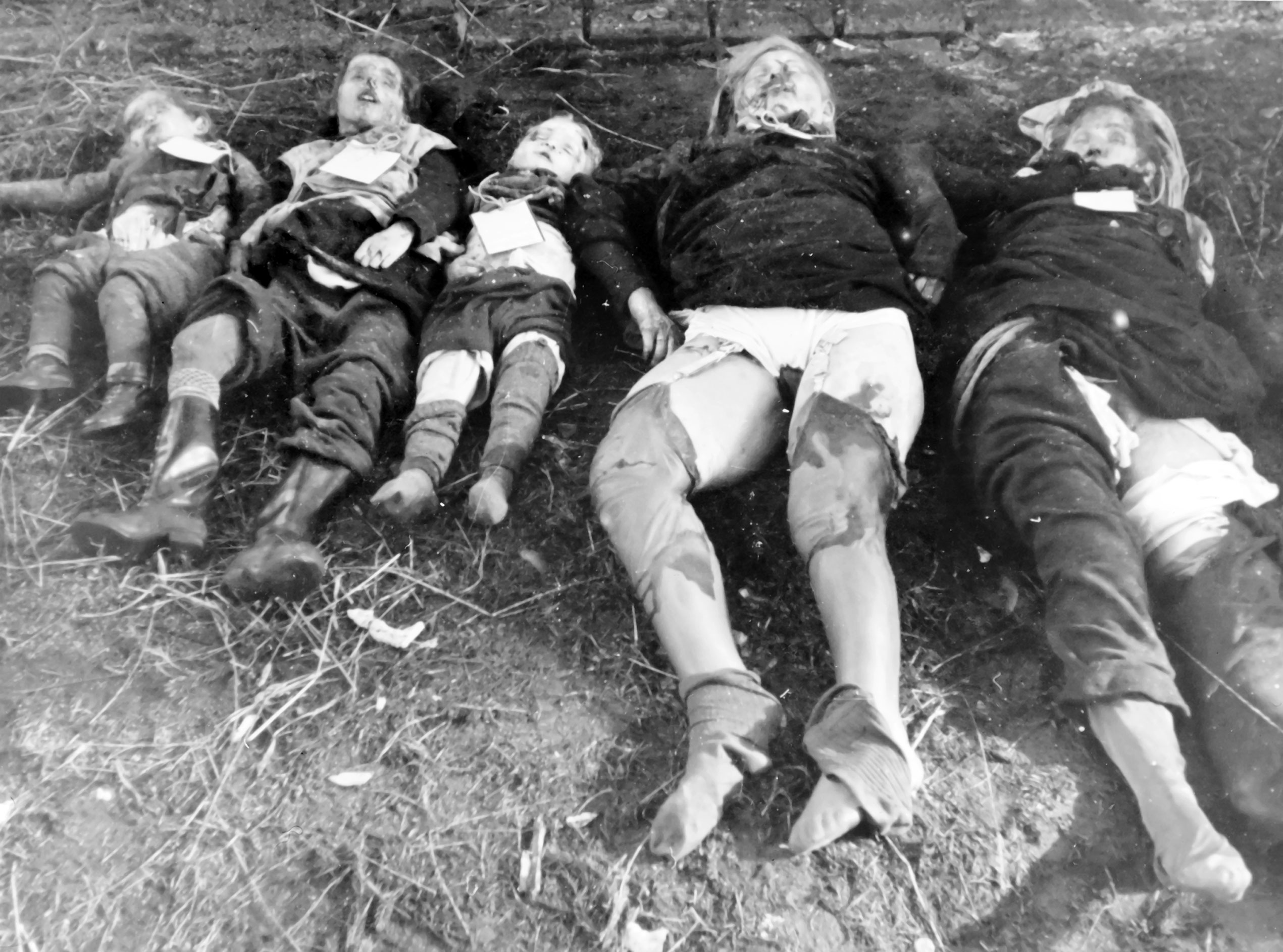
Deux femmes et trois enfants abattus par l'armée soviétique. Il est rapporté que les deux femmes montrent des signes de viol.

Une vague de viols et de violences sexuelles a déferlé en Europe centrale en 1944-1945, alors que les Alliés occidentaux et l'Armée rouge envahissaient le Troisième Reich. En 1945, à Berlin, sur une population civile de 2,7 millions d’individus, 2 millions étaient des femmes. La population civile féminine a été régulièrement victime de violences sexuelles. Des prisonniers de guerre britanniques en ont témoigné après leur retour dans la zone d'occupation britannique en Allemagne : « Dans le secteur autour de notre camp d'internement, […], des soldats soviétiques violaient, au cours des premières semaines après la conquête, chaque femme et chaque fille entre 12 et 60 ans. […] Des pères et des maris, qui voulaient les protéger, ont été tués, et des filles qui montraient beaucoup de résistance ont également été assassinées ».
La majorité des agressions a été commise dans la zone d'occupation soviétique. Entre janvier 1945, lorsque l'Armée rouge entre dans le pays, et juillet 1945, quand les Alliés se partagent le Reich, près de deux millions d'Allemandes sont violées par les Soviétiques. Dans de nombreux cas, les femmes ont été victimes de viols répétés, certaines jusqu'à soixante à soixante-dix fois.

Rien qu'à Berlin, les historiens évoquent cent mille viols entre avril et septembre 1945 sur la base de la flambée des taux d'avortements dans les mois suivants et des rapports d'hôpitaux modernes. Dix mille femmes violées meurent des suites de leurs blessures ou décident de se suicider. Les morts de femmes en liaison avec des viols en Allemagne, dans l'ensemble, sont estimées à deux cent quarante mille,.
Dans plusieurs secteurs, les abus sexuels massifs se sont accumulés de telle manière que la demande « Frau, komm! » (« Femme, viens ! ») est devenue une expression courante, au point que des enfants ont commencé à jouer à « violer ».
L'historienne Silke Satjukow raconte que selon les estimations, entre 10 et 90 % des femmes qui se trouvent à Berlin à la fin de la guerre ont été violées par les Soviétiques. Nombre d'entre elles ont été victimes de viols collectifs et répétés, puis déportées vers l'URSS. L'ouvrage Une femme à Berlin est un témoignage de Marta Hillers — d’abord publié anonymement — sur la situation à Berlin.
Fuyant l'avancée de l'Armée rouge, un grand nombre de réfugiées venues des territoires de l'Est vivaient à Berlin. Les hommes étaient au front et les femmes, livrées à elles-mêmes, savaient ce qui les attendait : la propagande nazie ne cessait d'évoquer les atrocités commises par l'Armée rouge sur les civils. Goebbels agitait cette menace pour motiver la Wehrmacht, désabusée par l'accumulation des défaites depuis la perte de Stalingrad au début de l’année 1943. Il pensait que les hommes se battraient avec plus d'ardeur s'ils savaient que leurs femmes seraient violées en cas de défaite. Cela a, probablement en partie, augmenté les suicides en masse de 1945 en Allemagne nazie à l'approche de la défaite.
L'officier des transmissions dans la 31e armée soviétique Léonid Rabitchev confirme les exactions commises par ses compagnons d'armes en février 1945 en Prusse-Orientale sur les civils fuyant Gołdap, Insterburg et d'autres villes allemandes d'où la Wehrmacht se retirait, selon lui, sans livrer bataille : « Nous étions motorisés, ce fut facile de les rattraper. Et là a commencé l'enfer. Toutes les filles, toutes les femmes ont été mises à part et violées continûment par des groupes entiers. Je voyais au bord des routes ces femmes et ces jeunes filles nues et, autour, des groupes d'hommes pantalons baissés. Si les enfants essayaient d'aider leur mère, on les abattait. Idem pour les vieillards. On violait ces femmes, jeunes ou vieilles, jusqu'à ce qu'elles perdent conscience. Et après on les tuait. Les colonels, les généraux regardaient ces scènes et éclataient de rire. Ils essayaient même de réguler le « mouvement » afin que chaque soldat reçoive sa « ration ». […] C'est incroyable mais même les filles telephonistki [jeunes femmes téléphonistes militaires] riaient. C'était complètement immoral et je ne les comprenais pas. Mes soldats ont participé aussi. Je ne pouvais pas les en empêcher ». Rabitchev évoque également que dans un village de Trautenau qui comptait une vingtaine de maisons, il découvrait « dans chaque chambre, sur les lits, des cadavres de femmes allemandes, les jambes écartées, une bouteille enfoncée entre les jambes », ainsi que le cas d'environ deux cents habitantes de Heilsberg qu'il était chargé de protéger en ne laissant entrer personne dans l'église où elles étaient réfugiées : « Dans la demi-heure suivante, cinq de nos chars sont arrivés, ont dispersé mes sentinelles, sont entrés, et les viols ont commencé. Les femmes m'ont entouré, me suppliant de les aider, mais je ne pouvais rien faire. Le bruit s'est répandu dans la ville et tous les soldats sont arrivés. Quelqu'un a eu l'idée de jeter du haut de l'église les femmes qui perdaient conscience. Un monceau de cadavres s'est formé au pied du clocher. Ça a duré trois ou quatre heures ». En même temps, Rabitchev souligne qu'en avril 1945 en Silésie, à l'inverse de ce que le commandement avait toléré deux mois plus tôt en Prusse-Orientale, le maréchal Ivan Koniev, à la tête du 1er front d'Ukraine, fait fusiller quarante soldats devant les troupes et qu'« il n'y a eu aucun cas de viol après ça »,.
Le témoignage de Rabitchev rejoint plus ou moins celui du capitaine Lev Kopelev,, du sergent Nikolaï Nikouline et du lieutenant Grigory Pomeranz. Ce dernier raconte qu'à la fin de la guerre « certains ont compris qu'on pouvait non seulement fusiller des prisonniers mais aussi violer des femmes : c'est le sentiment qu'on peut tout se permettre. Et ça, je l'ai vu dès que nous sommes entrés en province de Prusse-Orientale. […] J'entre dans une maison pour passer la nuit et je vois une femme âgée dans un lit. Mal en point. Je lui demande en allemand : « Que se passe-t-il ? » Elle a eu la visite de sept soldats, qui lui ont enfoncé dans le vagin une bouteille à l'envers en guise de souvenir. C'était le début. Après, à Berlin, c'est devenu une habitude… ». Et d'ajouter : « Ça a pris de telles proportions que tous les officiers et tous les membres du Parti ont reçu une lettre de Staline. Ce n'était pas un ordre, mais un message privé, une lettre personnelle que tous les officiers et membres du Parti devaient signer. Dans ce message, Staline demandait de ne pas commettre d'actes qui poussent les Allemands à continuer leur résistance. Tout le monde s'est foutu de lui et de sa lettre. Dieu serait descendu sur terre et aurait ordonné [de s’arrêter], la réaction aurait été la même. Ça s'est calmé tout seul. Parce que c'était une explosion ».
Une Française Micheline Maurel, rescapée du camp de concentration de Neubrandenbourg, mentionne dans ses souvenirs un viol en réunion dont ses deux camarades, elles aussi françaises, ont été victimes : « À Waren qui brûlait encore, elles avaient, dans les maisons mises au pillage, été violées plusieurs fois par les Russes. Le dernier les avait finalement fait sortir par une fenêtre, avec des gestes éloquents, pour leur éviter la fatigue de passer encore sous les hommes d'une nouvelle compagnie qui entrait justement dans la maison. ».
« Les viols massifs ont cessé avec l'arrivée des Américains, en juillet 1945 », précise un politologue Allemand, Jochen Staadt. À partir de fin 1945, seuls quelques cas isolés ont été rapportés et des sanctions exemplaires ont été appliquées. Néanmoins, l'historien américain Norman Naimark écrit que, après l'été 1945, les soldats soviétiques ayant capturé et violé des civils étaient généralement punis, la sanction allant d'une simple arrestation jusqu'à une exécution. Cependant, les viols ont continué jusqu'à l'hiver 1947-1948.
Le responsable des services techniques de l'hôpital de Senftenberg, au sud-est de Berlin, a retrouvé dans le grenier le registre des patients de 1945. Entre juin et août 1945, le mot « Interruptio » figure régulièrement en face du nom des patientes. Pendant ces trois mois, les médecins de l'hôpital ont pratiqué quatre à cinq avortements par jour, sur des femmes âgées de 17 à 39 ans. « Selon le registre, 80 % des opérations effectuées à Senftenberg durant l'été 1945 ont été des avortements. À une époque où l'avortement était illégal ! » insiste Georg Messenbrink.
Antony Beevor, historien anglais, juge que c'est « le plus grand phénomène de viol de masse de l'histoire », et a conclu qu'au moins 1,4 million de femmes ont été violées en Prusse-Orientale, Poméranie et en Silésie. Jamais dans un seul pays et en une période si courte, autant de femmes et filles ont été abusées auparavant par des soldats étrangers qu'en 1944-1945 après l'invasion de l'Allemagne par l'Armée rouge.

### Analyse et critique des statistiques
Les estimations concernant le nombre de viols commis par l'armée soviétique en Allemagne ont été contestées par des historiens de la Russie et du gouvernement russe. Les critiques font valoir que les chiffres donnés sont basés sur une méthodologie erronée et des sources douteuses, et que bien qu'il y ait eu des cas d'excès et de violence sexuelle, l'Armée rouge dans son ensemble aurait traité la population allemande avec respect.
Makhmout Gareïev, président de l'Académie des sciences militaires de la fédération de Russie, qui a participé à la campagne de Prusse-Orientale, affirme qu'il n'avait même pas entendu parler de violence sexuelle. Il explique qu'après ce que les nazis ont fait en URSS, les excès étaient susceptibles d'avoir lieu, mais que de tels cas ont été directement et sévèrement réprimés et punis, et ne se sont pas généralisés. Il note que la direction militaire soviétique a signé un décret le 19 janvier 1945 visant à prévenir les traitements cruels envers la population locale. Selon Gareïev, l'historien britannique Antony Beevor a simplement copié la propagande de Goebbels sur la « sexualité agressive de nos soldats ».
Richard Overy, un historien britannique du King's College de Londres, a critiqué le point de vue défendu par les Russes, affirmant qu'ils refusent de reconnaître les crimes de guerre soviétiques commis pendant la guerre. « En partie, c'était parce qu'ils ressentaient que c'était une vengeance justifiée contre un ennemi qui avait commis bien pire, et en partie parce qu'ils écrivaient l'histoire des vainqueurs », rajoute-t-il.

## Viols commis par l'armée américaine
L'historien Américain Robert J. Lilly, dans son ouvrage La Face cachée des GIs, estime que 11 040 viols ont été commis par les GIs en Allemagne (en plus des 2040 en Angleterre et 3620 en France).
Dans un ouvrage intitulé Quand les soldats sont arrivés (Als die Soldaten kamen), l'historienne allemande Miriam Gebhardt a recensé 860 000 viols commis par des militaires alliés (soviétiques, américains, français, britanniques). À eux seuls, les membres de l'Armée rouge seraient responsables de 590 000 crimes, les Américains de 190 000, les Français de 50 000 et les Britanniques de 30 000. Elle s'est appuyée sur le nombre d'« enfants de l'Occupation », comme on surnommait ces enfants dont les géniteurs sont des soldats des quatre puissances alliées, et sur une estimation selon laquelle 5 % de ces enfants ont été conçus lors d'un viol. S'appuyant par ailleurs sur le fait qu'un enfant naît environ tous les cent viols, Miriam Gebhardt est ainsi parvenue à cette estimation qui varie selon les historiens.
Le nombre de viols a atteint son niveau le plus fort en 1945 mais ce taux élevé de violence contre les Allemandes a pratiquement cessé dans la première moitié de 1946, avec cinq cas de femmes allemandes retrouvées mortes dans une caserne américaine en mai-juin de la même année.
Les soldats noirs dans la zone occupée par les États-Unis étaient plus susceptibles d'être accusés de viol et d'être punis plus sévèrement. Heide Fehrenbach écrit que les autorités américaines avaient un intérêt explicite à préciser la couleur de peau d’un soldat lors de déclaration de tels faits.

## Viols commis par l'armée britannique

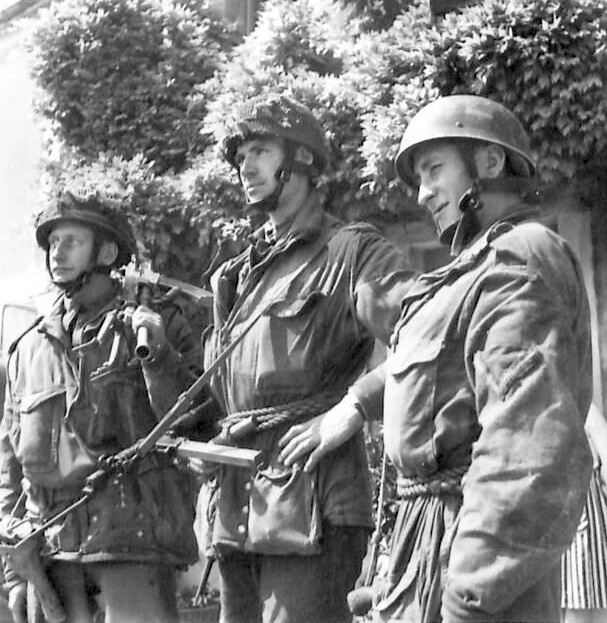
Fantassins britanniques (1944).

Plusieurs cas d'attaques préméditées sont rapportés, comme la tentative de viol sur deux filles, sous la menace d'une arme, par deux soldats britanniques dans le village d'Oyle, près de Nienburg/Weser. Cette tentative de viol s'est finie par la mort d'une des femmes, abattue par un des soldats.
En une seule journée de la mi-avril 1945, trois femmes ont été violées à Neustadt am Rübenberge par des soldats britanniques. Un aumônier en chef de l'armée britannique a déclaré que « ça violait à tour de bras. » Il a ensuite ajouté que « celles qui ont souffert de viol l'ont probablement mérité ».

## Viols commis par l'armée française
Les troupes françaises ont pris part à l'invasion de l'Allemagne en 1945 et ont ensuite été affectées à une zone d'occupation.
Selon l'historien Perry Biddiscombe, les Français ont commis « 385 viols dans la région de Constance ; 600 à Bruchsal ; et 500 à Freudenstadt ». Les soldats français se livrèrent à « une orgie de viols » dans le district de Höfingen, près de Leonberg (Bade-Wurtemberg). À Stuttgart, des milliers de femmes ont été victimes des Français, lors de la prise de la ville.
Selon Norman Naimark, les goumiers marocains, intégrés aux troupes françaises, ont eu un comportement similaire à celui des soldats soviétiques, en particulier au début de l'occupation du Bade-Wurtemberg. 
Toutefois selon l'historienne Claire Miot, maitresse de conférences en histoire contemporaine à Sciences Po Aix, auteure de l'ouvrage La Première Armée française. De la Provence à l’Allemagne 1944-1945 publié en 2021 « il est certain que jamais les crimes sexuels commis par l’armée française n’atteignirent la dimension massive de ceux perpétrés par les troupes soviétiques, qui se chiffrèrent probablement à Berlin entre 90 000 et 130 000 viols, et, pour l’Allemagne sous domination soviétique, à peut-être deux millions ».
Concernant Freudenstadt, les 16 et 17 avril 1945, selon le témoignage d’une doctoresse appelée au chevet des victimes, au moins six cents femmes auraient été violées par les troupes françaises, dont une partie de soldats marocains, auxquels se joignirent des prisonniers de guerre polonais libérés dans le secteur. Les Allemands menèrent plus tard des enquêtes pour connaître les responsables qui avaient laissé les troupes se déchaîner de cette façon. La presse allemande accusa (le futur général) Christian de La Croix de Castries, descendant d'une des plus anciennes familles nobles françaises, d’avoir «  autorisé ses spahis marocains à piller la ville et à violer les femmes. »,. De Castries commandait alors un groupe d'escadrons du 3e régiment de spahis marocains, régiment blindé composé très majoritairement, contrairement aux régiments de tirailleurs, de soldats européens, comme tous les régiments de spahis pendant les campagnes d'Italie et de la Libération.
Selon la journaliste et écrivain allemande Annette Bruhns (de), les soldats franco-marocains qui ont abusé des femmes à Freudenstadt pendant plusieurs jours, l'auraient fait pour se venger du massacre d'Oradour-sur-Glane, où 643 civils furent assassinés par des soldats allemands et alsaciens (« Malgré-nous ») le 10 juin 1944.  Cette thèse de la vengeance est confirmée par André Chamson, capitaine dans la brigade Alsace-Lorraine : « C’était quelque chose comme un Oradour sans massacre, un Oradour où l’on n’aurait pas exterminé les gens réfugiés dans l’église, ou dans les maisons »,.
Le  journaliste et  écrivain Marc Hillel qui a interrogé, dans les années 1980, les témoins directs, victimes, officiers français etc de cette période souligne que si « les Français autant que les soldats coloniaux se sont rendus coupables des délits incriminés », « la plupart des hommes mis en cause ne sortaient pas des rangs des anciens d’Afrique, pas plus que de ceux de la France libre » mais « furent, souvent, des jeunes gens issus des FFI ». Par la suite, après l'armistice du 8 mai 1945, on assiste à une période de « fraternisation » entre Français et Allemands. Marcel Degliame, alors gouverneur du district de Constance de 1945 jusqu’en 1948, interrogé en novembre 1982 par Marc Hillel, confirme cette constatation : « Dans l’ordre de préférence des femmes allemandes — du moins dans la région de Constance — venaient d’abord nos soldats originaires des pays d’Indochine parce que, selon les femmes interrogées par nos enquêteurs « ils étaient extrêmement propres et soignés et leur fournissaient régulièrement des morceaux de savon ». Ensuite venaient les Tabor marocains. [...] Quand on les a renvoyés en France, nos services de sécurité ont arrêté, à la frontière à Kems, 50 ou 60 femmes allemandes qui se cachaient dans les fourgons pour suivre les Marocains. Et pas n’importe quelles femmes : l’épouse du docteur, celle du pharmacien, de l’épicier du village, etc. On a dû les refouler... Les Français et quelle que soit la couleur de leur peau étaient très appréciés des Allemandes, même s’ils n’avaient pas tellement de quoi leur offrir comme c’était le cas avec les Américains. Le charme français compensait l’absence de cadeaux, surtout dans le pays de Bade. ».
Pour Claire Miot, en Allemagne comme en Italie, les soldats coloniaux « subissent prioritairement les rigueurs de la répression militaire » et sont « sans doute plus souvent suspectés des viols et poursuivis ». L’inégalité face à la répression est soulignée par un officier français, Henri Brunel, chef de bataillon au 4e RTM : « Ils [les tirailleurs] ne comprennent pas qu’on leur interdise de violer et de piller alors qu’ils voient ces troupes françaises le faire au grand jour sans aucune réaction des cadres. » . Au total, un peu plus de 200 soldats de l'armée française sont poursuivis pour viols, tentatives de viol ou attentats à la pudeur commis en Allemagne et 178 sont condamnés. Pour l'historienne, « plus facilement accusés », les soldats coloniaux sont également « plus systématiquement condamnés », ainsi sur les 22 soldats français inculpés sous ce chef, seuls 14 sont condamnés, alors que 24 seulement des soldats coloniaux sur les 188 poursuivis sont acquittés.